# Mario Sertić
Mario Sertić (Zagreb, Hrvatska, 11. veljače 1988.) hrvatski je profesionalni hokejaš na ledu. Igra na poziciji braniča. Bio je član hrvatskog KHL Medveščaka u EBEL-u.

## Vanjske poveznice
- [neaktivna poveznica] na www.eishockey.at